# Rabini Frankfurtu nad Odrą

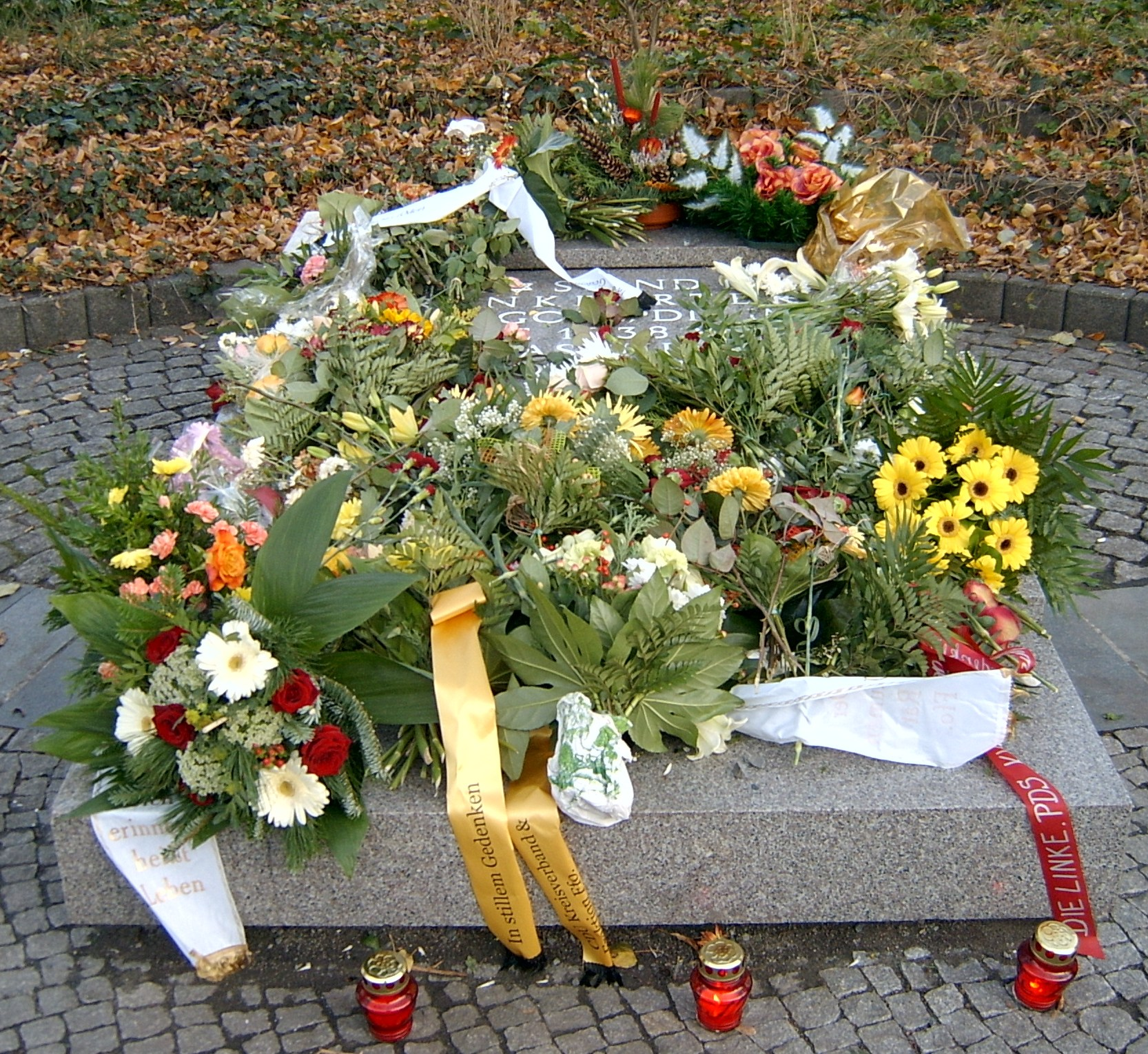
Tablica pamiątkowa na miejscu dawnej synagogi we Frankfurcie nad Odrą.

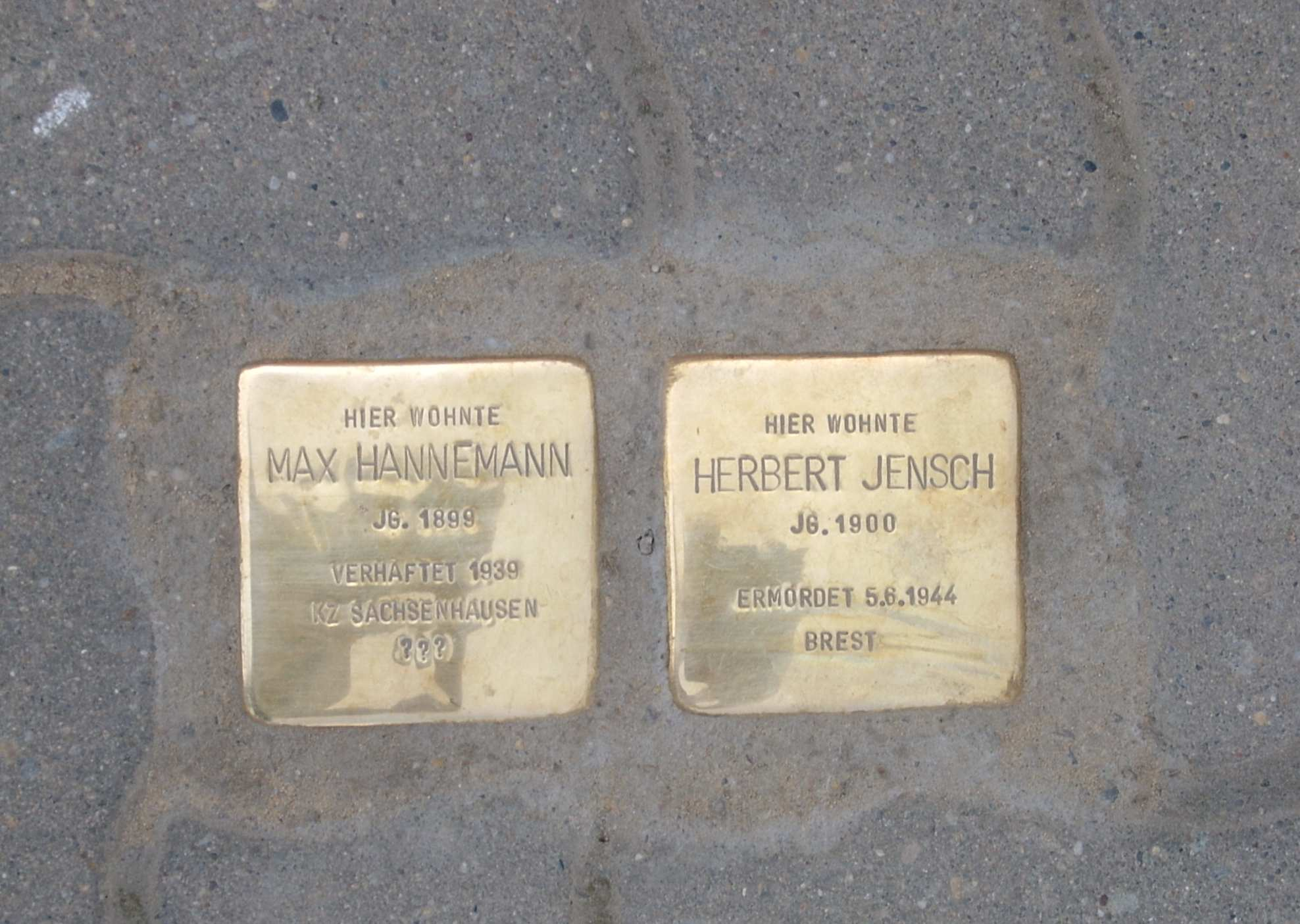
Stolpersteine – tabliczki upamiętniające miejsca, w których żyli i pracowali frankfurccy Żydzi eksterminowani potem podczas II wojny światowej.

Rabini Frankfurtu nad Odrą – lista rabinów niemieckiego miasta Frankfurt nad Odrą (przed nazwiskiem – daty piastowania funkcji rabina, za nazwiskiem – daty życia).
W latach 1840–1934 istniał rozłam gminy żydowskiej na Żydów ortodoksyjnych i reformowanych, a obie te grupy miały przez to własnych rabinów.

## Rabini
- 1768-1782: Saul Berlin (1740-1794)
- 1781-1782: Josef Theomim (1727-1792)
- ?-1791: Mendel von Podheiz (zm. 1791)
- 1794-1808: Naphtali Hirsch Katzenellenbogen (1750-1823)
- 1805-1811: Jehuda Lejb Margaliot/ Jechiel Löb Margolis (1747-1811)
- 1836-1840: Samuel Holdheim (1806-1860)
- ?-?: dr Moses Löwenmeier (1823-1893)
- 1893: Armand Kaminka (1866-1950)
- 1897-1903: Samson Hochfeld (1872-1921)
- ?-?: Judah Bergmann
- 1910-1925: Martin Salomonski (1881-1944)
- ?-?: Grün
- 1928-1936: Ignaz Maybaum (1897-1976)
- 1936-1939: Curtis Cassel